# Hardecourt-aux-Bois
Hardecourt-aux-Bois település Franciaországban, Somme megyében. Lakosainak száma 86 fő (2022. január 1.). Hardecourt-aux-Bois Curlu, Guillemont, Longueval, Maricourt, Maurepas és Montauban-de-Picardie községekkel határos.

## Népesség
A település népességének változása:
| Lakosok száma | 76   | 80   | 85   | 84   | 84   | 84   | 85   | 85   | 86   |
|               | 2013 | 2015 | 2016 | 2017 | 2018 | 2019 | 2020 | 2021 | 2022 |